# Marcos Martiny
Marcos Martiny (...) è un giocatore di football americano brasiliano, che gioca come centro per i Flamengo Imperadores.